# Anatolin
Anatolin is een plaats in het Poolse district  Gostyniński, woiwodschap Mazovië. De plaats maakt deel uit van de gemeente Pacyna en telt 90 inwoners.